# Superstar Open Air

Logo

Das Superstar Open Air war ein Konzert von Teilnehmern der Castingshow Deutschland sucht den Superstar, das am 14. Juli 2012 von der Baltic-Eventmanagement GbR in Eckernförde durchgeführt wurde. 

## Hintergrund
Es handelte sich um das erste Open Air der RTL Show. Eingeladen wurden Kandidaten und Gewinner der Staffeln 2007 bis 2011. Die Veranstaltung wurde von Radio Schleswig-Holstein präsentiert und den Franz Betriebe GmbH (Eckernförde) unterstützt. Pietro Lombardi, Sarah Engels, Mark Medlock, Mehrzad Marashi, Thomas Karaoglan (der Checker), Annemarie Eilfeld, Menderes Bagci und Luca Hänni, der Gewinner der neunten DSDS-Staffel, traten in Eckernförde auf. Die Moderation übernahm Dieter Bohlen, der jedoch erst drei Stunden nach Beginn der Veranstaltung das erste Mal zu sehen war. Knapp 14.000 Zuschauer waren anwesend.
Mark Medlock kündigte im Vorfeld an, dass es sich bei dem Konzert um seinen vorerst letzten Live-Auftritt handeln werde. Im Anschluss an das Konzert wurde Mark Medlock festgenommen. Ein Streit mit seiner Managerin war eskaliert und Medlock musste rund sieben Stunden in die Ausnüchterungszelle.

## Rezeption
Die Deutsche Presse-Agentur urteilte in ihrer Pressemitteilung: „Dass die RTL-Sendung inzwischen kriselt, zuletzt Quote verloren hat, spielt am Eckernförder Strand keine Rolle. Das Konzert ist ein wahres Familienevent: Papa trinkt Bier, Mama bräunt sich in der Sonne, kleine Jungen buddeln lieber im Sand, als dem «Checker» zuzuwinken. (…) Und so glänzt der Abend weniger mit Star Appeal als mit Kindergeburtstags-Stimmung, die auch Erwachsene packt.“